# Grand Prix de Suisse Orientale 1948
De Grand Prix de Suisse Orientale 1948 was een autorace die werd gehouden op 8 augustus 1948 op het circuit van Erlen.

## Uitslag
| Positie | No | Rijder                  | Team          | Ronden | Tijd/Opgave     |
| ------- | -- | ----------------------- | ------------- | ------ | --------------- |
| 1       | 12 | Emmanuel de Graffenried | Maserati      | 50     |                 |
| 2       | 6  | Rudolf Fischer          | Simca-Gordini | 50     |                 |
| 3       | 8  | Walter Wust             | Cisitalia     | 48     | +2 ronden       |
| 4       | 16 | Antonio Branca          | Maserati      | 47     | +3 ronden       |
| 5       | 10 | Humbert Joly            | Cisitalia     | 43     | +7 ronden       |
| NF      | 4  | André Canonica          | Cisitalia     | 12     | Mechanisch      |
| NF      | 22 | Richard Ramseyer        | Maserati      | 8      | Versnellingsbak |
| NF      | 2  | Claude Bernheim         | Cisitalia     | 1      | Motor           |
| NS      | 18 | Max Renz                | BMW           |        | Niet aanwezig   |